# 单氟磷酸钠
单氟磷酸钠，化学式Na2PO3F，缩写MFP。

## 性质
单氟磷酸钠是一种白色固体，饱和水溶液在25°C时含单氟磷酸钠42％。可从0°C水溶液中获得单氟磷酸钠十水合物，结晶水若用加热方式除去，则导致水解。用乙醇或其他有机溶剂多次萃取可得无水单氟磷酸钠。

## 制备
理论量的氟化钠和六偏磷酸钠均匀混合、加热熔融反应，流出的物料经冷却得单氟磷酸钠成品。
{\displaystyle {\rm {\ 6NaF+(NaPO_{3})_{6}\rightarrow 6Na_{2}PO_{3}F}}}

## 用途
单氟磷酸钠可用作防龋剂、牙齿脱敏剂，也用于清洁金属表面和作熔剂，以及制造特种玻璃。它一般为牙膏配方之一，在一些产品中已基本取代氟化钠，并在与氟化亚锡的竞争中取得了优势。